# Google Allo
Google Allo là một ứng dụng di động nhắn tin nhanh của Google dành cho hệ điều hành di động Android và iOS, với một phiên bản trên web cho Google Chrome, Mozilla Firefox, và Opera.
Ứng dụng sử dụng số điện thoại làm thông tin đăng nhập, và cho phép người dùng trao đổi tin nhắn, tập tin, ghi chú giọng nói và hình ảnh. Ứng dụng này còn bao gồm một trợ lý ảo, một tính năng tự động tạo các gợi ý trả lời, cùng với một chế độ mã hóa tùy chọn. Người dùng có thể chỉnh sửa kích thước ảnh và thêm các doodle và hình dán lên ảnh trước khi gửi.
Trước khi ra mắt, Google đặc biệt nhấn mạnh vào tính bảo mật mạnh trong ứng dụng, cho biết cụ thể rằng các tin nhắn được lưu trữ "tạm thời và ở dạng không thể xác định". Tuy vậy, khi ra mắt, tính riêng tư của ứng dụng lại không được như vậy, khi mà Google sẽ ghi lại các tin nhắn vô thời hạn (hoặc tới khi người dùng xóa tin nhắn) nhằm cải thiện tính năng "trả lời thông minh" của ứng dụng.

## Lịch sử
Allo được công bố tại hội nghị nhà phát triển của Google vào ngày 18 tháng 5 năm 2016. Vào lúc đó, Google cho biết hãng sẽ phát hành Allo vào mùa hè năm 2016. Google ra mắt ứng dụng vào ngày 21 tháng 9 năm 2016. Trong sự kiện giới thiệu điện thoại thông minh Pixel vào tháng 10 năm 2016, hãng công bố rằng Allo sẽ được cài đặt sẵn trên các điện thoại Pixel, cùng với một ứng dụng khác, Google Duo. Vào tháng 2 năm 2017, một dòng tweet của Phó Giám đốc Truyền thông của Google là Nick Fox đã chia sẻ một ảnh chụp màn hình Allo chạy dưới dạng một ứng dụng web, cùng với dòng mô tả: "Dù mới được bắt đầu phát triển, nhưng nó sắp có mặt trên một chiếc máy tính gần bạn..." Một đoạn tweet nữa từ Fox vào tháng 5 cho biết phiên bản web "còn khoảng một hoặc hai tháng nữa sẽ được phát hành công khai."
Vào tháng 8, Google Allo dành cho web được kích hoạt cho người dùng Android sử dụng Google Chrome, trong khi hỗ trợ cho Firefox, Opera và iOS được kích hoạt sau đó vào tháng 10.
Vào tháng 4 năm 2018, Google được cho là sẽ "tạm dừng" phát triển Allo. Anil Sabharwal, trưởng nhóm truyền thông mới của Google, cho biết nhân viên của nhóm sẽ làm việc chủ yếu với việc ứng dụng công nghệ Rich Communication Services Universal Profile, với tên mới "Chat". Nó sẽ được đưa vào ứng dụng Android Messages sử dụng cho tin nhắn SMS.

## Tính năng

Tính năng Whisper Shout được biểu diễn tại Google I/O 2016

Allo được dựa trên số điện thoại chứ không phải các tài khoản mạng xã hội hay thư điện tử. Tính năng "Trả lời thông minh" của Allo sử dụng công nghệ học máy của Google giúp đề xuất các phản hồi cho tin nhắn trước đó. Tính năng này cũng phân tích các ảnh được gửi tới người dùng để đề xuất các phản hồi. Tương tự như tính năng trả lời thông minh trên ứng dụng Inbox của Google, nó sẽ học hỏi thói quen của người dùng qua thời gian để tùy chỉnh các đề xuất. Allo là một trong những ứng dụng hỗ trợ Google Assistant, một trợ lý ảo cho phép người dùng hỏi các câu hỏi và nhận câu trả lời theo dạng trò chuyện hai chiều. Các tính năng khác bao gồm "Whisper Shout", cho phép người dùng tăng giảm kích cỡ chữ của tin nhắn để tượng trưng cho âm lượng nói, và khả năng vẽ lên ảnh trước khi gửi.
Vào tháng 11 năm 2016, Google giới thiệu Smart Smiley, một tính năng đề xuất các emoji và nhãn dán dựa trên tâm trạng trong tin nhắn. Smart Smiley cũng hiển thị các đề xuất khi bắt đầu một cuộc trò chuyện mới. Ngoài ra, hình nền trong màn hình chat cũng được thêm vào.
Vào tháng 3 năm 2017, ứng dụng được bổ sung một thư viện ảnh động GIF vào thanh soạn thảo, cùng với một nút một chạm để truy cập vào Google Assistant, và các emoji hoạt hình. Cùng trong tháng 3 là một bản cập nhật cho phép người dùng Android gửi nhiều loại tập tin, bao gồm PDF, tài liệu, APK, tập tin nén ZIP, và tập tin âm thanh MP3 thông qua Allo. Vào tháng 5, ứng dụng được cập nhật cho phép người dùng sao lưu và khôi phục các cuộc trò chuyện, bổ sung Chế độ ẩn danh cho các cuộc trò chuyện nhóm, và cho phép xem trước liên kết. Sau đó cùng tháng, Fast Company đưa tin rằng Google đã cập nhật Allo nhằm bổ sung các hình dán hoạt hình trên các ảnh tự chụp, hỗ trợ bởi công nghệ trí tuệ nhân tạo có khả năng tạo ra "563 nghìn nghìn tỷ loại khuôn mặt". Với các hình dán selfie, Google cũng ra mắt các "selfie clip", các video lặp đi lặp lại ngắn quay lại khuôn mặt của người dùng. Vào tháng 6, Google bổ sung thêm khả năng gọi video hoặc gọi âm thanh trên Google Duo trực tiếp từ các cuộc hội thoại trên Allo. Vào tháng sau đó, các nút phản hồi cảm xúc với các tin nhắn được bổ sung, qua một nút trái tim bên dưới dòng tin. Tính năng dịch trong màn hình chat đã xuất hiện với một số người dùng trong phiên bản 17, và kích hoạt cho mọi người dùng trong phiên bản 18 vào tháng 9. Tính năng kiểm soát hội thoại nhóm, có thể được kích hoạt trong các cuộc hội thoại nhóm mới, được bổ sung vào tháng 11 năm. Trong phiên bản 25, tính năng chuyển tự động các tin nhắn thoại sang dạng văn bản xuất hiện, mặc dù nó có thể được vô hiệu hóa trong phần cài đặt.

### Chế độ ẩn danh
Chế độ ẩn danh là một chế độ tùy chọn với các đoạn chat tạm thời, thông báo riêng tư và mã hóa đầu-cuối. Ứng dụng sử dụng Signal Protocol cho việc mã hóa. Chế độ ẩn danh không bao gồm bất cứ tính năng Trả lời thông minh hay Google Assistant nào. Khi người dùng nhận một hình dán từ một bộ hình dán mà họ chưa cài đặt trên thiết bị, ứng dụng sẽ nhận hình dán từ máy chủ của Google được bảo mật, nhưng không được mã hóa đầu-cuối.